# Історико-географічний регіон
Історико-географічний регіон — одне з основних понять історичної регіоналістики дає змогу науковцям, по-перше, досліджувати той чи інший регіон — певний «територіальний соціум» — в історико-культурному контексті, а по-друге, реконструювати регіональні соціуми, що існували в минулому. Він також сприяє узгодженню різних методів ідентифікації соціопросторових утворень, пошуку відповідностей між історично-етнографічними та етнокультурними регіональними одиницями (історико-культурні ареали, історичні та етнографічні краї, історичні та етнічні землі тощо), уточненню кордонів етнічних територій, врахуванню історичної об'єктивної мінливості адміністративно-територіальних поділів і суб'єктивної мінливості регіональних означень у суспільній свідомості.
Одним із завдань реконструкції історико-географічного регіону є створення наукового міждисциплінарного апарату для дослідження процесів регіоналізації соціумів, регіональних ідентифікацій, групових стимулів поведінки, напрямів колонізаційних процесів, міграцій. Простеження еволюції історико-географічного регіону створює ґрунт для дослідження просторово-часових параметрів функціонування територіальних спільнот на кожному історичному етапі, систем природокористування і господарської організації, регіональних особливостей світосприймання, способів самоорганізації місцевих громад.
Термін «історико-географічний регіон» у розрізі понять історичної регіоналістики почав уживатися порівняно недавно. Протягом майже всього XX століття використовувалося поняття «край», яке, виявилося, малопридатним для визначення історичних змін кордонів «територіальних соціумів», тому воно й було замінене більш точним у цьому сенсі терміном. історико-географічний регіон враховуються: характер розселення тамтешніх мешканців і способи освоєння ними території, ступінь збереженості ними комплексів традиційної культури й особливості їхнього менталітету. 
Підставою для виокремлення таких регіонів є наявність у тих чи інших територіальних утворень: а) ознак, які характерні саме для цих територій; б) внутрішніх регіональних елементів та системних зв'язків між ними. В основу ретроспективної регіоналізації кладуться природно-географічні (ландшафтоутворюючі), економічні, політичні, етнічні ознаки. Насамперед беруться до уваги відмінності в соціально-економічному й політичному розвитку, територіальній організації, правовій, політичній, соціонормативній культурі, мовні та конфесійні орієнтації.

## Історико-географічні регіониУкраїни
Сучасний регіональний поділ України на Західну, Східну, Центр і Південну лише приблизно відображає ту її територіальну структуру, яка склалася історично. Ретроспективну регіоналізацію в Україні утруднює не тільки відсутність усталених універсальних методів ідентифікації соціопросторових утворень, але й розмитість кордонів українських етнографічних територій, різнорівневість історично-етнографічних та етнокультурних регіональних одиниць. Тому поділ на історико-географічні регіони є досить варіативним і залежить від комбінацій і пріоритетів застосовуваних для потреб тих чи інших досліджень критеріїв типологізації. Такими критеріями можуть бути:
- цивілізаційно-політичний (за належністю певних територій до різних цивілізаційних систем і політичних утворень);
- політико-адміністративний (відповідно до офіційних меж територіальних одиниць, визначених адмін. поділом);
- культурно-етнічний (з поділом на етнічні українські землі та зони міграційного й колонізаційного заселення);
- конфесійний (на основі виділення територій з переважанням представників тієї чи іншої конфесії) тощо.

Як правило, в основу історико-географічного поділу кладеться комплексний принцип, що враховує як природні, господарські, так і історичні та політико-адміністративні чинники. Кордони історико-географічних регіонів не збігаються як із сучасним адміністративно-територіальним, так і з традиційним історико-ландшафтним чи етнографічним поділом. З огляду на мінливість регіональних меж у суспільній свідомості і в адміністративно-територіальних поділах історикові частіше доводиться орієнтуватися насамперед на ті критерії районування, які були прийняті на тому чи іншому історичному етапі і використовувалися тогочасною офіційною статистикою чи історіографією.
Більшість українських істориків XIX — початку XX століття в питанні визначення регіональної структури українських теренів дотримувалася умовного укрупненого поділу українських земель на Правобережну Україну, Лівобережну Україну, Слобідську Україну та Південну Україну. Щодо нечасто вживаного й розмитого поняття «Західна Україна», то ним охоплювалися разом із Галичиною також Поділля, Волинь, Побужжя; остаточно воно усталилося лише після 1921 на означення українських земель у складі Польщі, Румунії, Чехословаччини. Інтерес до проблем української етнічної території, який особливо зріс під час української революції 1917—1921, спонукав істориків до моделювання більш подрібненого поділу. Так, Михайло Грушевський, розробляючи проєкт нового районування території Української Народної Республіки (1918), виокремлював 30 українських земель: Київ з околицями, Древлянська земля (див. Древляни), Волинь, Погорина, Болоховська земля, Поросся, Черкаси, Побужжя, Поділля, Брацлавщина, Подністров'я, Помор'я, Одеса, Низ, Січ, Запоріжжя, Нове Запоріжжя, Азовська земля, Половецька земля, Донеччина, Подоння, Сіверщина (Сіверська земля), Чернігівщина, Переяславщина (див. Переяславська земля), Посем'я, Посулля, Полтавщина, Самара, Слобожанщина, Харків.
С.Рудницький виділяв 16 земель: Лемківщина, Бойківщина, Гуцульщина, Підгір'я, Розточчя й Підляшшя, Полісся, Волинь, Поділля, Покуття й Бессарабія, Правобережна Гетьманщина, Лівобережна Гетьманщина, Слобожанщина, Донеччина, Чорноморська низина, Крим, Українське Підкавказзя.
Системно поєднавши географічний, економічний, політичний та етнічний підходи, В. Кубійович поділив українські етнічні території на 16 історико-географічних країв: Карпатська Україна, Галичина, Буковина, Волинь, Холмщина й Підляшшя, Поділля, Київська земля, Чернігівщина, Полтавщина, Харківщина, Одещина, Дніпровщина (Запоріжжя), Донеччина, Крим, Кубань, Східне Передкавказзя.
Сучасний підхід до історико-географічного районування території України ґрунтується на дослідженні процесів зародження, формування й розселення українського етносу із урахуванням етапів його розвитку в умовах тривалої бездержавності та в складі різних неукраїнських державних утворень. Беручи за основу традиційну схему районування, сучасна історична наука вводить додаткові рівні поділу території на історико-географічні зони (чи землі), у складі яких можуть виділятися історико-географічні краї. Узагальнена схема регіоналізації України найчастіше є такою:
- Правобережна Україна (Київщина, Волинь, Поділля);
- Західна Україна (Галичина, Буковина, Закарпаття, Холмщина і Підляшшя);
- Лівобережна Україна (Чернігівщина, Полтавщина); Слобідська Україна (Харківщина, Сумщина);
- Південна Україна (Запоріжжя, Причорномор'я, Приазов'я, в тому числі Донеччина, Буджак, Бессарабія, Крим).

Методологічну базу для вдосконалення ретроспективного історично-регіонального поділу України створюють підходи, запропоновані в рамках «нової локальної історії», «регіональної герменевтики» та екогомології. «Нова локальна історія» обстоює погляд на історико-географічний регіон не лише як на освоєну в процесі тривалої еволюції територію, а як на складову частину територіального і духовного соціуму, що має досить чіткі кордони й відносно цілісну інфраструктуру свого життєзабезпечення. «Регіональна герменевтика» зосереджується на тлумаченні текстів як продуктів певної культурної традиції, прокладаючи шлях до більш точного відтворення ментальних особливостей локальних спільнот. Екогомологія фокусує увагу на залежності фізичного і психічного розвитку людини в тих чи інших ареалах від антропогенно-техногенних впливів.

## Етапи становлення територіального поділу України

### 1. Заселення українських земель.Трипільська протоцивілізація
За дослідженнями антропологів, що трипільці є одними із предків слов’ян. Початок трипільської культури — середина VI тис. до н. е. (5450 р. до н. е.). Найдавніша трипільська спільнота проживала між Карпатами, Прутом і Дністром. Наприкінці VI тис. до н. е. трипільська колонізація досягла середньої течії Південного Бугу, а потім поширилася далі на південний схід – до Дніпра і на його Лівобережжя. Період культурного піднесення трипільської протоцивілізації тривав до початку III тис. до н. е. На території України пам’ятки трипільської культури виявлені у 19 областях і у 2100 населених пунктах, більшість із яких розташована на Правобережжі.

### 2.Велика Скіфія.Сарматія
Наприкінці VI століття скіфи займали територію, обмежену на заході по Істру (Дунаю), сході — по Танаїсу (Дону). На півдні Скіфія сягала берегів Чорного моря, на півночі — верхів'їв Південного Бугу і Середнього Подніпров'я. Центром Великої Скіфії було Кам’янське городище на Дніпрі. Після того як у III столітті до н. е. сармати витіснили скіфів із причорноморських степів, вони розселилися у степовому Криму, де утворили нове об'єднання — Малу Скіфію — зі столицею у Неаполі (поблизу сучасного Сімферополя). У скіфський та сарматський період територію України також заселяли різноетнічні племена: у степах Північного Причорномор'я тривалий час сусідами сарматів були пізні скіфи, а згодом — готи; на півночі — у лісостеповому Правобережжі і Лівобережжі — сарматські володіння межували із землями слов'ян.

### 3. Розселення ранніхслов'ян.Антія
Від V століття починається слов'янський період, для якого по VII століття характерне масове розселення з регіону Вісли й Одри та взаємозмішування з іншими етносами. Ареал ранньої східнослов'янської етномовної спільності збігався зі східною частиною прабатьківщини слов'ян між Верхнім Дністром, Прип'яттю, Середнім Дніпром і південним Степом, отже, повністю вкладався в межі протоукраїнської (тобто ранньоукраїнської) етномовної території.

### 4.Київська Русь.Удільні князівства
Протягом VII—VIII століття у процесі дальшої економічної, культурної і мовної консолідації відбувалося переростання окремих етнічно-політичних спільнот (так званих «союзів племен») у феодальні князівства. Таких феодальних князівств було десь 12—14. Унаслідок їх поступового об'єднання на рубежі VIII—IX століть виникла могутня держава Русь.
Спочатку Київська Русь складалася лише з Київської, Чернігівської та Переяславської земель з центром держави у Києві. На 60-ті роки IX століття Київська Русь також об'єднувала лише українські племена — полян, деревлян, південних дреговичів та чернігівську частину сіверян. В останній чверті IX століття влада київського князя поширилася на полочан і смоленських кривичів, а після того, як у 882 році Київ захопив новгородський князь Олег, до Київської Русі було приєднано й землі псковських кривичів та ільменських словенів. Наступник Олега князь Ігор підкорив уличів і тиверців. Протягом X—початку XII століття до Київської Русі увійшли всі землі східних слов'ян і багатьох неслов'янських племен (фіно-угорські племена мурома, меря, весь, балтійська голядь, тюркські торки і берендеї та інші.

### 5.Гетьманщина(ТериторіяВійська Запорозького)
Козаки селилися у степах по берегах Дніпра, Південного Бугу, Кальміусу та їхніх притоках —– річках Оріль, Домоткань, Самоткань, Самара, Вовча, Томаківка, Базавлук, Сура та інших. Район дніпровських порогів, який охоплював землі від гирла річки Самари до острова Хортиці (від сучасного Дніпра до Запоріжжя), і за порогами – у пониззі Дніпра — був найбільш освоєним. У XVI—XVII століттях володіння Запорозької Січі на сході простягалися до Дону. У XVI столітті виникли численні козацькі зимівники і хутори на Донбасі. У XVII столітті козацька слобода з'явилася на території сучасного Донецька (в Олександрівському урочищі). В універсалі гетьмана Богдана Хмельницького за 1656 рік східні рубежі Запорізької Січі визначалися наступним чином: «…від самарських земель через степ до самої річки Дону, де ще до гетьмана козацького Предслава Лянцкоронського козаки запорозькі мали свої зимівники». На заході запорожці поступово просувалися у землі Дніпровсько-Бузького і Бузько-Дністровського межиріччя.

### 6.Україна
Упродовж XVII—XVIII століть проходив процес формування національної території українців. Наприкінці XVIII—на початку XIX століття він, в основному, завершився: наприкінці XVII—XVIII століттях вихідцями із українських земель найактивніше заселялися Лівобережна та Слобідська Україна, у XVIII столітті ними знову були освоєні землі Правобережжя, зокрема Поділля, наприкінці XVIII століття українські козаки і селяни також заселили Південь України. Процес формування національної території супроводжувався поширенням назви «Україна» на всі землі, заселені українцями.